# Aéroport de Calais - Dunkerque
L’aéroport de Calais - Dunkerque (code IATA : CQF • code OACI : LFAC) aujourd'hui appelé communément Aéroport Grand-Calais est un aéroport international ouvert à la circulation aérienne publique (CAP), situé dans la commune de Marck à 7 km à l’est-nord-est de Calais dans le Pas-de-Calais (région Hauts-de-France, France). La communauté d'agglomération Grand Calais Terres et Mers en est le propriétaire et en a confié la gestion à Edeis Concessions depuis le 1er janvier 2024. 
Il est utilisé pour le transport aérien (national et international) et pour la pratique d’activités de loisirs et de tourisme (aviation légère, hélicoptère, parachutisme et aéromodélisme).

## Description
Cet aérodrome de faible envergure, anciennement 4e plateforme française, accueille essentiellement de l'aviation d'école, privée et d'affaires. Aucune ligne régulière n'est assurée, seulement des vols commerciaux à la demande. Il reste tout de même un aéroport international, compte tenu du statut douanier dont il jouit.
Procédure aux instruments possible H24 (piste 24/MVL 06) catégorie I.

## Situation
| Abbeville Albert - Bray Amiens - Glisy Arras - Roclincourt Beauvais - Tillé Berck-sur-Mer Calais - Dunkerque Cambrai - Niergnies Château-Thierry - Belleau Compiègne - Margny Dunkerque - · Les Moëres Laon - Chambry Lens - Bénifontaine Lille - Lesquin Lille - Marcq-en-Barœul Maubeuge - Élesmes Merville - Calonne Montdidier Péronne - Saint-Quentin Le Plessis-Belleville Saint-Inglevert - · Les deux Caps Saint-Omer - Wizernes Saint-Quentin - Roupy Soissons - Courmelles Le Touquet- · Élisabeth II Valenciennes - Denain |

## Installations
L'aéroport international de Calais est capable d'accueillir jusqu'à 100 000 passagers par an. L'aérogare s'étale sur 288 m2 et l'accueil de l'aéroport fait 293 m2. Le parking à voitures permet d'en accueillir plus de 120 dont 4 pour les personnes à mobilité réduite. 
L'aéroclub de Calais et la station de pilotage de Dunkerque sont les deux principaux opérateurs aériens présents dans l'aéroport.
Emprise au sol : 150 ha
Piste : dimension/ 1 537 × 45 m ; orientation : 06/24 ; nature du revêtement : piste en dur
Parking aéronefs : 200 places (23 000 m2)
Hangars aéronefs : 600 m2
Aide à l'atterrissage : ILS cat1 ; GNSS
Balisage lumineux : HI rampe d'approche ; feux à eclats ; PCL (sur préavis)
Heures d'ouverture (UTC) de 7 h à 17 h en été ;  de 8 h à 18 h en hiver
SSLIA niveau 2 à 5 sur demande
Services : bar/brasserie ; hangar aéronef ; handling possible ; parking aéroport : 120 places ; salle pilotes avec accès internet ; tractage avion ; groupe de démarrage ; carburant : jet A1 & AVGAS 100LL
Locations de salles :
- Zone aérogare : salon VIP, salle de briefing, grande salle de 120 m2 modulable, local commercial
- Zone pole formation : six salles de formations, atelier de formation maintenance
- Zone aviation : location de hangar pour aéronef (nuitée, mensuel, annuel), surface de hangar non cloisonnée et non chauffée, terrain nu
- Divers : location de véhicule électrique, remisage de véhicules legers dans hangar

## Activités

### Transports
L'aéroclub de Calais et la Station de pilotage de Dunkerque sont les deux principaux opérateurs aériens présents dans l'aéroport.
L'aéroport accueille également les vols sanitaires, SAMU 59 & 62, transport d’organes destinés à des greffes, sécurité civile, douanes, gendarmerie, surveillance maritime et côtière, l'aviation légère notamment britannique (hors Schengen) et l'aviation d’affaires (Passagers à destination de la région dunkerquoise, du Calaisis ou du Boulonnais "groupes industriels, enseignes de grande distribution, PME, vols sportifs...").
En 2018, l'aéroport a vu passer 8 908 mouvements d'aéronefs et 361 passagers commerciaux dont 90 à l'international.

### Activités aéronautiques implantées sur l'aérodrome
- École de pilotage agréée (ATO) Easypilot dans le hall de l'aérogare ;
- Aéroclub de la Côte d'Opale ;
- Aéroclub de Calais ;
- Association aéronautique Louis Blériot ;
- Club aéromodélisme de Marck.
- Aéropale ;
- Convoyage des « pilotes bateau » du port de Dunkerque ;
- Para-groupe Jean Bart.

## Historique
C'est en 1902 que débute l'activité aéronautique à Calais. Un pâturage près de la commune de Marck, à l'Est de Calais, sert de terrain d'aviation. Les premiers aviateurs s'entraînent et un objectif récurrent les hante : la traversée de la Manche. Le 25 juillet 1909, Louis Blériot réussit le premier cette traversée et est récompensé d'un prix de 25 000 francs par le journal le Daily Mail de Londres.
Le 12 septembre 1913, l'aérodrome du Beau-Marais est inauguré à Marck. Durant la Première Guerre mondiale, les Belges et les Britanniques utilisent l'aérodrome.
C'est en 1925, sous l'impulsion du directeur du service de la Navigation aérienne, que l'idée d'un aéroport à trafic commercial voit le jour. Elle est acceptée par les autorités et la gestion de l'aéroport est donnée à la Chambre de Commerce de Calais.
En 1927, l'Association Aéronautique du Pas-de-Calais est créée par d'anciens pilotes de la Première Guerre mondiale. Son nom sera plus tard changé en Aéroclub de Calais qui existe toujours sur la plateforme.
En 1933, la Compagnie française d'aviation (CFA) tente un trafic commercial entre Calais et Douvres avec des hydravions basés dans le port de Calais. Faute de rentabilité, cette tentative échoue.
En 1937, le terrain actuel de Calais-Marck est retenu et les travaux commencent.
L'aviation allemande occupe l'aérodrome durant la Seconde Guerre mondiale. Une piste en béton, toujours existante mais inutilisable, est alors exploitée.
Après la guerre, l'activité tarde à reprendre. C'est le 4 juillet 1954 que l'aéroport de Calais-Marck est inauguré avec ses deux pistes en herbe.
L'activité commerciale reprend, les compagnies Silver City, Air Charter puis British Air Ferries, assurent des vols réguliers entre Calais et l'Angleterre. L'aéroport connaît son apogée en 1961 et figure alors au quatrième rang des aéroports français. Son activité commerciale décroît alors peu à peu jusqu'à l'avènement des aéroglisseurs en 1969. Durant la période faste de l'aérodrome, les services de contrôle d'approche et d'aérodrome étaient assurés respectivement dans une région de contrôle terminale (TMA) et dans une zone de contrôle d'aérodrome (CTR).
En 1961, l'aéroport avait transporté 101 183 passagers et disposait de deux pistes, une gazonnée de 1 050 × 60 mètres et une en dur de 1 539 × 45 mètres de 30 tonnes de portance. L'aérogare était nommé Louis Blériot en hommage à celui qui avait choisi Calais pour sa traversée transmanche. L'aéroport possédait les services de police et douaniers sur place comme tous aéroports internationaux.
En 1967, la compagnie Air Paris assurait une liaison vers Paris-Orly-Sud.
En 1969, l'aérodrome perd sa CTR et devient ce qu'il est toujours aujourd'hui, un aérodrome dont l'activité principale est basée sur l'aviation de tourisme et d'affaires ainsi que sur la formation (trafic école tels IAAG et aéroclubs). 
En 1974, l'aéroport de Calais-Marck était rebaptisé aéroport de Calais-Dunkerque qui est l'aéroport du littoral Nord de la France. Calais possédait une très forte concentration d'usines britanniques (14 usines qui emploient 20 % de la main-d’œuvre du Calaisis).  
En 1978, une compagnie aérienne de transport à la demande créée par des industriels de la région s'installe sur l'aéroport. Elle prenait le nom d'Air Côte d'Opale. Elle utilisait des Piper PA-23, PA-34 ou bien un Beechcraft E-90 King Air .  
Le trafic et le nombre de mouvements IFR croissant, en 1995 une nouvelle CTR est créée.
Au 1er janvier 2007, les installations (150 ha) deviennent propriété de la CAC (Communauté d'agglomération du Calaisis). La Chambre de commerce et d'industrie de Calais assura la gestion de la plateforme une année de plus avant de céder le flambeau à la CAC en janvier 2008.
De nos jours, le nombre de mouvements demeure stable (environ neuf mille par an). Le terrain est toujours apprécié de l'aviation de tourisme (de pays proches notamment, tels que le Royaume-Uni, la Belgique, les Pays-Bas) et des écoles de pilotage (comme l'EPAG) notamment grâce à l'ILS qui permet la formation de pilotes de ligne. L'hélicoptère AS355 du port de Dunkerque assure une activité quasi quotidienne et les hélicoptères médicaux effectuent des rotations régulières.
Le trafic commercial reste assez marginal, la faute entre autres à une réelle opportunité de marché et à une piste trop courte pour les porteurs actuels (1 535 m). Le service du contrôle est depuis 2008 équipé d'un radar lui permettant de rendre les services de surveillance et d'assistance.
Depuis septembre 2018, à la suite du retrait de la communauté d’agglomération de Dunkerque de la gestion de l’aéroport de Calais-Dunkerque, ce dernier prenait le nom de « Aéroport International Grand Calais ».

## Statistiques
Pour des raisons techniques, il est temporairement impossible d'afficher le graphique qui aurait dû être présenté ici.

Voir la requête brute et les sources sur Wikidata.